# American Dreamer (1984)
American Dreamer is een Amerikaanse romantische komedie uit 1984 onder regie van Rick Rosenthal met in de hoofdrollen JoBeth Williams, Tom Conti en Giancarlo Giannini.

## Verhaal
Cathy Palmer is een Amerikaanse huisvrouw die een schrijfwedstrijd voor detectiveverhalen gewonnen heeft. Ze is vastbesloten om haar prijs persoonlijk  in ontvangst te nemen in Parijs. Onderweg naar haar hotel krijgt ze een echter een ongeluk, met geheugenverlies tot gevolg. Wanneer ze weer bijkomt denkt ze dat ze Rebecca Ryan is, het hoofdpersonage uit haar verhaal. Ze is ervan overtuigd dat ze Victor Marchand moet beschermen tegen een moordaanslag, maar haar reddingspogingen lopen steevast verkeerd af. Met haar onbezonnen gedrag brengt ze bovendien zichzelf en playboy-schrijver Alan McMann, de auteur van de "Rebecca Ryan"-romans, in gevaar.

## Rolverdeling
| Acteur                    | Personage                   |
| ------------------------- | --------------------------- |
| JoBeth Williams           | Cathy Palmer / Rebecca Ryan |
| Tom Conti                 | Alan McMann                 |
| Giancarlo Giannini        | Victor Marchand             |
| Coral Browne              | Margaret McMann             |
| James Staley              | Kevin Palmer                |
| Christopher Daniel Barnes | Kevin Palmer Jr.            |
| Huckleberry Fox           | Karl Palmer                 |
| Jean Rougerie             | Don Carlos                  |
| Pierre Santini            | inspecteur Klaus            |
| Léon Zitrone              | Ivan Stranauvlitch          |
| André Valardy             | Dimitri                     |
| Pierre Olaf               | priester                    |
| Ginette Garcin            | verpleegster                |

## Release en ontvangst
American Dreamer werd in de Verenigde Staten uitgebracht door Warner Bros. op 26 oktober 1984 maar was geen succes aan de kassa. De film bracht slechts 5 miljoen dollar, tegenover een productiebudget van 10 miljoen dollar.
De film behaalde een score van 17% (6 beoordelingen) op Rotten Tomatoes. Sommige critici vonden het vooral een flauw afkooksel van Romancing the Stone die eerder dat jaar werd uitgebracht. Anderen waren positiever en vonden het een luchtige, vermakelijke film.